# OS/2
OS/2（オーエス・ツー）は、1987年にIBMとマイクロソフトが発売したパーソナルコンピュータ（パソコン）用の16ビットおよび32ビットのオペレーティングシステム (OS) である。OS/2はMS-DOSおよびPC DOSの後継として両社によって共同開発された。

## 名称
正式な製品名は提供元により「IBM Operating System/2」（IBM オペレーティングシステム/2）または「Microsoft Operating System/2」（マイクロソフト オペレーティングシステム/2）である。製品名の最後の「2」は、従来のDOS (PC DOS, MS-DOS)に対して「次世代OS」の意味を持つ。なおIBM同時発表の新しいパーソナルコンピュータの名称は「IBM PS/2」である。 
略称は「IBM OS/2」または「Microsoft OS/2」（「MS-DOS」のように「MS-OS/2」と略される場合もあるが正式ではない）。
IBMとマイクロソフトのOS共同開発契約により、PC DOSとMS-DOSと同様に、IBMからは「IBM OS/2」が、マイクロソフトからIBM以外のメーカーへのOEM供給版は「Microsoft OS/2」となった。ただしIBM版のみに拡張版 (EE) が存在した。
バージョン3.0以降はIBM版のみで、「OS/2 Warp」はバージョン3.0から付けられた名称である。

## 概要
OS/2はIBM PS/2と同時に発表され、IBMとマイクロソフトにより供給され、当時はMS-DOSおよびPC DOSの後継とされた、16ビットおよび32ビットのパソコン向けOSである。
以下の特徴がある。
- バージョン1は16ビット（CPUは80286以上）、バージョン2以降は32ビット（CPUは80386以上。一時はPowerPC用も開発された）である
- ファイルシステムとして、DOSのFATに加えて、途中からHPFSが追加された
- MS-DOSコマンド類似のOS/2コマンドを持つ。
- 最初からプリエンプティブ・マルチタスクを実現していた
- GUI環境
  - バージョン1は、プレゼンテーションマネージャ（英語版）
  - バージョン2以降は、ワークプレース・シェル
- DOS互換環境
  - バージョン1は1つのみ。80286で使用するための制約を受けてCPUのリアルモードとプロテクトモードを強引に切り替えることと[1]コンベンショナルメモリを圧迫した設計により、特に日本で不評を博した。
  - バージョン2以降は、複数（マルチ仮想DOSマシン、MVDM）。仮想86モードを使用し、複数のDOS環境をプリエンプティブ・マルチタスク環境下で稼動させる。BIOSや一部のドライバの実処理コードを別アドレス空間、MVDM上にそれらの呼び出しコードを配置したことでDOSアプリケーションが使用できるコンベンショナルメモリを広く確保できたため、WindowsのDOSコマンドプロンプトや、更にはDOS自体と比較しても、アプリケーションの動作を安定させることのできる場合があることで注目された。
- Windows互換環境 (WIN-OS/2)。エミュレートではなく、マイクロソフトのライセンスを含むWindows本体のモジュールをOS/2のMVDM上で稼動させ、複数のWIN-OS/2同士を稼動することもできたため、互換性や、複数アプリケーションを稼動させた際の安定性は優れていた。
  - バージョン2は、Windows 3.0相当のコード（386エンハンスドモードを除く）
  - バージョン2.1以降は、Windows 3.1相当のコード（386エンハンスドモードも含む）

日本では日本電気、東芝、富士通、AX各社などにより採用され、DOS/Vに続きOADGの標準化にも採用された。

## バージョン
OS/2の主なバージョンは以下の通り。リリース年月はIBM OS/2英語版
。
| バージョン | リリース | IBM                                 | マイクロソフト | 主な機能                                                                                   | 備考                       |
| ---------- | -------- | ----------------------------------- | -------------- | ------------------------------------------------------------------------------------------ | -------------------------- |
| 1.0        | 1987/12  | OS/2 1.0 基本版/拡張版              | OS/2 1.0       | 16ビットマルチタスク、DOS互換ボックス                                                      | 拡張版はIBM版のみ          |
| 1.1        | 1988/11  | OS/2 1.1                            | OS/2 1.1       | プレゼンテーション・マネージャ                                                             |                            |
| 1.2        | 1989/10  | OS/2 1.2                            | OS/2 1.2       | HPFS、デュアルブート                                                                       |                            |
| 1.3        | 1990/12  | OS/2 1.3                            | OS/2 1.3       | ATMフォント                                                                                | IBM主導で開発、軽量化      |
| 2.0        | 1992/04  | OS/2 2.0                            | OS/2 2.0       | 32ビットマルチタスク、ワークプレース・シェル、複数DOS環境(MVDM)、WIN-OS/2(Windows 3.0環境) |                            |
| 2.1        | 1993/05  | OS/2 2.1                            | OS/2 2.1       | マルチメディア(MMPM/2)、WIN-OS/2(Windows 3.1環境)                                          |                            |
| 2.1        | 1993/11  | OS/2 2.1 for Windows                | -              | （WIN-OS/2なし）                                                                           |                            |
| 2.11       | 1994/02  | OS/2 2.11                           | OS/2 2.11      |                                                                                            | マイクロソフト最終版       |
| 3.0        | 1994/10  | OS/2 Warp 3.0                       |                | （WIN-OS/2なし） インターネット接続(BonusPak)・IBM Works同梱                               | 軽量化                     |
| 3.0        | 1995/02  | OS/2 Warp 3.0 with WIN-OS/2         | -              | WIN-OS/2(Windows 3.11環境)                                                                 |                            |
| 3.0        | 1995/05  | OS/2 Warp Connect 3.0 with WIN-OS/2 | -              | ネットワーク標準（WIN-OS/2あり）                                                           |                            |
| 3.0        | 1995/07  | OS/2 Warp Connect 3.0               | -              | ネットワーク標準（WIN-OS/2なし）                                                           |                            |
| 4.0        | 1996/09  | OS/2 Warp 4                         | -              | Java1.0、OpenGL、OpenDoc、VoiceType                                                        |                            |
| 4.5        | 1999/04  | OS/2 Warp Server for e-Business     | -              |                                                                                            | 最終レベルは4.52 (2002/04) |

日本語版の主なバージョンは以下の通り。
- IBM版
  - IBM OS/2 J1.0：1988年3月[4]：OS/2 Standard Edition 1.0（英語版）と同時出荷。PS/55モデル5540/5550/5560/5570に対応。
  - IBM OS/2 J1.1：1989年5月[4]
  - IBM OS/2 J1.2：1990年3月[4]：旧5550系統はサポート対象外に。
  - IBM OS/2 J1.3：1991年3月[4]：PS/55の256色表示をサポート。
  - IBM OS/2 2.1：1993年：IBM純正のATバスマシンだけでなくPC/AT互換機もサポート対象に追加した。
- マイクロソフト版
  - 富士通 日本語OS/2 1.0：1988年7月：MS版OS/2 1.0の日本語版。FMR-50/60/70に対応。[5]

## 歴史
元来は、IBM PS/2のOSとして、IBMとマイクロソフトとの共同で開発されたものである。

### OS/2 1.x
最初のVer.1.0ではGUIは搭載されておらず、16ビットのOS/2コマンドプロンプトとDOS互換環境をキーボードでスイッチできた。OS/2コマンドプロンプト間は最初からプリエンプティブ・マルチタスクであった。
次のVer.1.1でGUIとして、OS/2プレゼンテーションマネージャー (PM) が搭載された。外見はWindows 3.0とほぼ同一である（OS/2 PMもWindows 3.0も、IBM Systems Application ArchitectureのCUA'87準拠のため）。
Ver.1.2のリリース後、マイクロソフトはWindowsの開発に注力することになり、以降はIBMのみの開発となった。拡張版において、REXXを装備した。両社が袂を分かつことになった経緯について、一点目は両社の開発スタイルなどの企業文化に大きな違いがあったこと、二点目は当時マイクロソフトにとってIBMが最大顧客であったもののWindows 3.0の爆発的ヒットに伴いしだいに関係に変化が生じたことを指摘する声もある。
1990年、IBM単独開発で更に軽量化したOS/2 1.3を発売。このバージョンにおいて、基本版にもREXXを装備する。これ以降の開発は、OS/2 2.0を主にIBMが、OS/2 3.0を主にMicrosoftがそれぞれ分担することとなる。Windows 3.0発売時、当時開発中のOS/2 3.0（後にWindows NTと改名）の主要な拡張Windows APIや拡張OS/2 APIを置き換えると決め、IBMとの緊張を生むことになる。マイクロソフトはその後、IBMとの一切の共同開発から手を引きWindows NTの開発に専念するようになった。

### OS/2 2.x
1992年3月31日、IBMは世界初のパソコン用32ビットOSである、OS/2 2.00を発売。Windows 3.0互換環境 (WIN-OS/2)、複数のDOS互換環境 (MVDM) を持ち、統合プラットフォームとして一つの完成形を見る。また、ユーザインタフェースをがらりと変更し、オブジェクト指向のGUIであるワークプレース・シェル  (Workplace Shell, WPS) を標準環境とした。
ワークプレース・シェルは、CORBA準拠のオブジェクト間通信技術、SOM (System Object Model) / DSOM (Distributed SOM) の上で構築されていた。SOMはオブジェクト指向ではないOSで、言語にほぼ依存せずにオブジェクト指向の機能を実現するオブジェクト管理用の開発環境である。また、ワークプレース・シェルは、操作のオブジェクト指向という点では、デスクトップに余計なもの（メニューなど）を表示させず、ユーザ側がアクションを起こしたときにしか表示されない（Warp 4以降は軌道修正でメニューバーが表示されるようになった）。
これらの技術背景により、オブジェクトの動的追跡などが可能というメリットがあるが、長期間使用していくとデスクトップが壊れたりファイル操作に時間がかかるといった問題も抱えることになった。
Ver.2.1ではWindows 3.1用のアプリケーションが動くようになった（WIN-OS/2がWindows 3.1相当になった）。386エンハンスドモードを要求するWindows 3.1用のアプリケーションも動作するようになった。（Ver.2.0ではスタンダードモードのみ対応）
Ver.2.11からは、導入済みWindows 3.1環境に上書き導入することで、パッケージにWindows 3.1モジュール (WIN-OS/2) 及びそのライセンスを含まない低価格パッケージのJ2.11 for Windowsが追加され、以下の2パッケージとなった。
- OS/2 Ver.2.11：Windows互換環境 (WIN-OS/2) を含む
- OS/2 Ver.2.11 for Windows：Windows互換環境 (WIN-OS/2) を含まないが、導入済のWindows 3.1があれば、それをWIN-OS/2として使用できる

1993年9月、IBMとマイクロソフトのソースコードの相互公開契約が満了し、これ以降のOS/2とWindows NTは完全に分化し、それぞれ別の発展をすることとなる。
OS/2 2.11は、対抗商品となったWindows NT 3.1の完成度の低さと、Windows 3.x系との互換性の高さから、当時のパソコン用32ビットOSとしては比較的リソースを消費せず、Windows 3.1のソフトウェアがほぼ完全に動作することから「OSごと落ちない完全なマルチタスク可能なWindows 3.xマシン」として利用された。また、当時のパソコン雑誌『PC WAVE』1993年9月号と『DOS/Vマガジン』1993年10月号にOS/2 2.11のベータ版 (CD-ROM) が収録された（当時はCD-ROMは雑誌の付録として認可されておらず、引換券を出版元に送付することにより入手できた）。
1994年10月、IBMはモトローラとともにPowerPCを使ったプラットフォーム、PowerPC Reference Platform（PReP）を提唱。PReP向けにマイクロカーネル上で複数のOSを動作させる、Workplace OSの開発をIBMは表明したが、最終的には、OS/2 for PowerPCを作り上げるにとどまった。
またこのころから Apple Computerやノベルとともに、OpenDoc（マイクロソフトのOLEとほぼ同様の機能を、高機能・マルチプラットホーム化したもの）の開発にとりかかりWarp 4に搭載されたが、後年Javaの台頭により、普及には至らなかった。

### OS/2 Warp 3.x "Warp"
1995年3月に発売されたVer.3.0（マイクロソフトが開発中で放棄したOS/2 3.0とは無関係）では32ビットCPU専用となり、開発コードWarp（ワープ）を製品名としてグループウェアのLotus Notesや日本語IMのWritingHeads/2等のアプリケーションを多数バンドルして発売された。ちなみに、開発コードのWarpは米国SF TVシリーズのスター・トレックに由来するもので、当時『新スタートレック』が放映中であったこともあり、バージョン4.0の開発コードがMerlinになるまで、スター・トレック関係の固有名詞が開発コードに使用されていた。
日本では、「DOSも走る、Windowsも走る。OS/2なら一緒に走る」（J2.11のテレビコマーシャル）「ワープを使え」という、山口智子のテレビコマーシャルが流された。IBMが家庭向けに販売していたパソコンであるAptivaシリーズにバンドルされるなど、個人ユーザー向けに最も積極的に普及のための活動が行われたのがこのころである。しかし、同年11月に発売を予定していたWindows 95の評価が固まるまで、双方の導入を見送ったユーザも多かった。

### OS/2 Warp 4.x

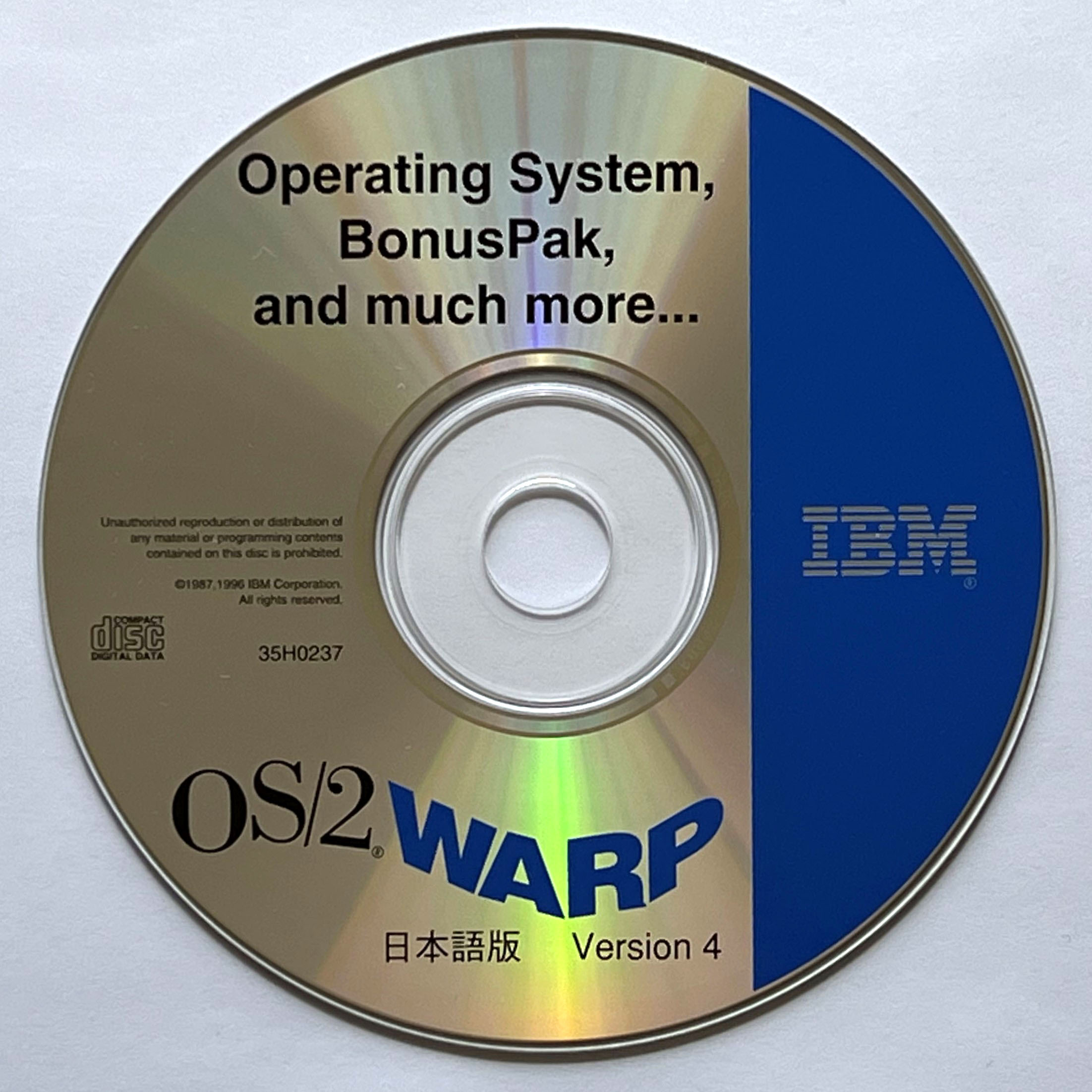
OS/2 Warp 4 インストール CD

1996年9月、OS/2 Warp 4を発表。日本語版発売は同年12月であった。
OS/2 Warp 3に対して様々な改良・強化をしているが、対応デバイスが少ないという不満に対しては、「Device Driver Pak」が導入され、OS側ではOMNIプリンタードライバやGRADDなどの、ドライバを作りやすい工夫が盛り込まれた（これらの一部はWarp 3にもフィードバックされた）。また、ユーザのレベル別に内容を変えるオンラインヘルプのWarpGuideが導入されている。また、ワークプレース・シェルのUIを大幅に変更し、メニューバーの装備、WarpCenterなど、他のOSで採用されたメタファーを積極的に取り込んでいる。また、Java VMをカーネルレベルで取り込み、VoiceTypeをサポートしている。
1999年Warp Server for e-business (WSeB) を発表。
2001年OS/2 Warp 4.51を出荷（ベースはWSeB）
2002年OS/2 Warp 4.52を出荷

2005年7月にIBMは正式なサポート終了通告を発表し、2006年12月末をもって通常ルートのメンテナンスを完全に停止する事となった。

### サポート終了と後継
IBMは2002年リリースのWarp 4.52を最後にOS/2のバージョンアップを終了した。IBMは保守サポートにてAGP、USB、DVD±Rなどの技術や、新しいプリンターやCD-RW、DVDなどの周辺機器について対応した。2005年7月、IBMはOS/2 Warp4 および OS/2 Warp Server for e-business のサポート終了予定を発表、2006年12月31日にサポート終了した。以後はライセンスを受けたサードパーティーがサポートを続けている。
IBMからライセンス供給を受けた実質的なOS/2後継OSには以下がある。
- eComStation（略称:eCS） - 2001年に1.0をリリース。2011年リリースの2.1が最終。
- ArcaOS（開発コード名 Blue Lion[12]） - 2017年5月より販売され[11]、2022年3月現在もメンテナンスが行われている[13]。

## サポート対象機器
OS/2は、IBMとマイクロソフトによるDOS（PC DOSおよびMS-DOS）後継の次世代OSとして共同開発され、DOSと同様に2社間でOS供給の役割分担が行われた。
- IBM OS/2 - IBM製品向け
  - （世界）PC/AT、PS/2、PS/ValuePoint、PC Server Series/PC Series、ThinkPad、Aptiva、NetVistaなど
  - （日本独自仕様）マルチステーション5550、PS/55など
- Microsoft OS/2 - IBM以外へのOEM版
  - （世界）ASTリサーチ、コンパック、デル、DTK、ヒューレット・パッカード、三菱電機、NCR、NEC、ノキア、オリベッティ、タンデムコンピューターズ、タンディ・コーポレーション、東芝、ユニシス、ゼニスなど[14][15]
  - （日本独自仕様）NEC PC-9800シリーズ、富士通 FMRシリーズ、東芝 J3100、三菱電機 Multi16などAX協議会各社など

Microsoft OS/2 は 2.1 で終了したが、IBM OS/2 2.1 よりIBM製品以外のPC/AT互換機もサポート対象に追加された。
日本では東芝はIBM OS/2 (Warp V3まで)、日本電気はIBM OS/2 (Warp 4まで)をサポート・販売した。この他、金融機関のATM、POS端末、森精機製作所（現・DMG森精機）のCNC旋盤、日立国際電気製の縦型拡散炉/減圧CVD装置VERTEXシリーズ、QuixAceシリーズ、ALDINNAシリーズで使用されている装置制御システムCX-3000シリーズなどの各種の産業機器や組み込み機器もOS/2を使用した。

## アプリケーション
主な商用のOS/2ネイティブ・アプリケーションには以下があった。

### 表計算ソフト
- ロータス （IBMによる買収以前）
  - Lotus 1-2-3 for OS/2
- Sundial Systems Corporation
  - Mesa
- マイクロソフト
  - Microsoft Excel for OS/2（早い時期から発売はしていたが、バージョンアップはWindows 3.1発売以降は行われなかった）

### ワープロソフト
- ロータス （IBMによる買収以前）
  - Lotus AmiPro for OS/2（英語版のみ）
- WordPerfect
  - WordPerfect for OS/2（英語版のみ）
- ジャストシステム
  - 一太郎 OS/2版
- 日本IBM
  - 織姫Lite

### オフィススイート
- IBM
  - SMART（日本独自開発の統合オフィスツール。表計算、ワープロ、チャートなど。）
  - TakeFive（簡易オフィスツール。FootPrint Worksの日本語版であり、IBM Worksの前身。）
  - IBM Works（簡易オフィスツール。表計算、ワープロ、チャートなど。Footprint Worksがベースであり、OS/2 WarpのBonusPackに収録され、日本語化もされた。機能的にはMicrosoft Worksに相当する）
- FootPrint
  - FootPrint Works（簡易オフィスツール。イギリスIBMが開発し、カナダFootPrintが販売した。英語版のみ。）
- サン・マイクロシステムズ
  - StarOffice 4.0, 5.1（英語版のみ）

### ウェブブラウザ
- IBM
  - IBM WebExplorer（OS/2 Warp 3より標準添付）
  - Netscape Navigator（OS/2 Warp 4 から標準添付）
  - Netscape Communicator 4.0.4
  - IBM Web Browser
- オペラ・ソフトウェア
  - Opera（Ver5.12まで）
- Mozilla
  - Firefox

### かな漢字変換ソフト
- IBM
  - 連文節変換プログラム
  - Writing Heads/2 (v1.00b, v2.x, v3.x/IM32)
- ジャストシステム
  - ATOK（ATOK7東芝版OS/2標準添付及単体小売、ATOK8一太郎 OS/2版に付属）
- エー・アイ・ソフト
  - WX3 for OS/2 V3（OS/2ユーザの要望を元に販売された）
- VACS（バックス）
  - VJE-γ Ver.2.30

### ミドルウェア
- IBM
  - Database Manager （DBM。OS/2 1.x 拡張版 (EE) に標準添付のDBMS。後のDB2 for OS/2 (DB2/2)。）
  - Communication Manager （CM。3270/5250エミュレーションなどのSNA接続。OS/2 1.x拡張版 (EE) には標準添付。後のPCOMM。）
  - LAN Server（ドメイン管理、ファイル・プリンターサーバ。マイクロソフト LAN ManagerのIBM拡張版。）
- ロータス （IBMによる買収以前）
  - Lotus Notes（グループウェア。サーバおよびクライアント）
- マイクロソフト
  - LAN Manager（ドメイン管理、ファイル・プリンターサーバ）
- オラクル
  - Oracle Database（Oracle7 Workgroup Server for OS/2、Oracle7 Server for OS/2 ）

### プログラミングツール
- IBM
  - C Set ++
  - IBM VisualAge C++
  - IBM VisualAge for COBOL
  - IBM VisualAge for BASIC
- マイクロソフト 全てDOS & OS/2同梱版、但しOS/2用はVer 1.x向けであった。
  - Microsoft Macro Assembler 5.1-6.0
  - Microsoft C Optimizing Compiler 5.1-6.0
  - Microsoft Fortran 4.1-5.1
  - Microsoft PASCAL 4.0
  - Microsoft BASIC Compiler 6.0-7.1
- ボーランド
  - Borland C++ for OS/2
- サン・マイクロシステムズ
  - Java Development Kit for OS2
- ACA
  - CA-REALIZER(OS/2 MS-WINDOWS3.1両対応ビジュアルBASICコンパイラ)

### CASEツール
- KnowledgeWare
  - IEW、ADW

### ゲーム
- マクシス
  - シムシティ for OS/2（シミュレーションゲーム）
- Stardock
  - Links OS/2（Golfゲーム）

### その他
以下のDOS版・Windows版アプリケーションは、OS/2上のDOSやWindowsの互換環境で一時はサポートされていた。
- DOS版
  - IBM
    - DOS文書プログラム

- Windows版
  - ロータス （IBMによる買収以前）
    - ロータス・スーパーオフィス

  - ジャストシステム
    - 一太郎